# Kořen (Olbramov)
Kořen (skloňování: v Kořeni), německy Kurschin, je malá vesnice, část obce Olbramov v okrese Tachov v Plzeňském kraji. Nachází se asi 1,5 kilometru severozápadně od Olbramova. V roce 2011 zde trvale žilo deset obyvatel.
Kořen je také název katastrálního území o rozloze 2,85 km².

## Historie
První písemná zmínka o vesnici pochází z roku 1379. V letech 1938 až 1945 byla ves v důsledku uzavření Mnichovské dohody přičleněna k nacistickému Německu.

## Obyvatelstvo
Při sčítání lidu v roce 1921 zde žilo 290 obyvatel (z toho 156 mužů), z nichž byli dva Čechoslováci, 287 Němců a jeden cizinec. Až na čtyři evangelíky a šest židů se hlásili k římskokatolické církvi. Podle sčítání lidu z roku 1930 měla vesnice 282 obyvatel: jednoho Čechoslováka a 281 Němců. Kromě dvou evangelíků a čtyř židů byli římskými katolíky.
| Rok            | 1869 | 1880 | 1890 | 1900 | 1910 | 1921 | 1930 | 1950 | 1961 | 1970 | 1980 | 1991 | 2001 | 2011 | 2021 |
| -------------- | ---- | ---- | ---- | ---- | ---- | ---- | ---- | ---- | ---- | ---- | ---- | ---- | ---- | ---- | ---- |
| Počet obyvatel | 343  | 332  | 340  | 314  | 321  | 290  | 282  | 28   | 26   | 11   | 4    | 11   | 12   | 10   | 27   |
| Počet domů     | 58   | 58   | 59   | 54   | 53   | 54   | 54   | 18   | 7    | 5    | 2    | 6    | 6    | 6    | 8    |

## Obecní správa
Při sčítání lidu v letech 1850–1949 byl Kořen samostatnou obcí v okrese Teplá, v letech 1900–1930 v okrese Planá. V letech 1950–1963 byl částí obce Stan v okrese Mariánské Lázně. V letech 1964–1990 byl částí obce Lestkov v okrese Tachov. Od 24. listopadu 1990 je částí obce Olbramov v okrese Tachov.

## Pamětihodnosti
- Kaple svatého Jana Nepomuckého
- Židovský hřbitov se nachází za obcí ve stráni nad rybníčkem.